# John Savile (4e comte de Mexborough)
Pour les articles homonymes, voir John Savile.
John Charles George Savile, 4e comte de Mexborough (4 juin 1810 - 17 août 1899), titré vicomte Pollington entre 1830 et 1860, est un pair britannique et homme politique conservateur. Il impressionne suffisamment ses amis pour être romancé deux fois, et à sa mort, il est le dernier survivant à avoir été élu député à la Chambre des communes avant l'adoption du Reform Act en 1832.

## Biographie

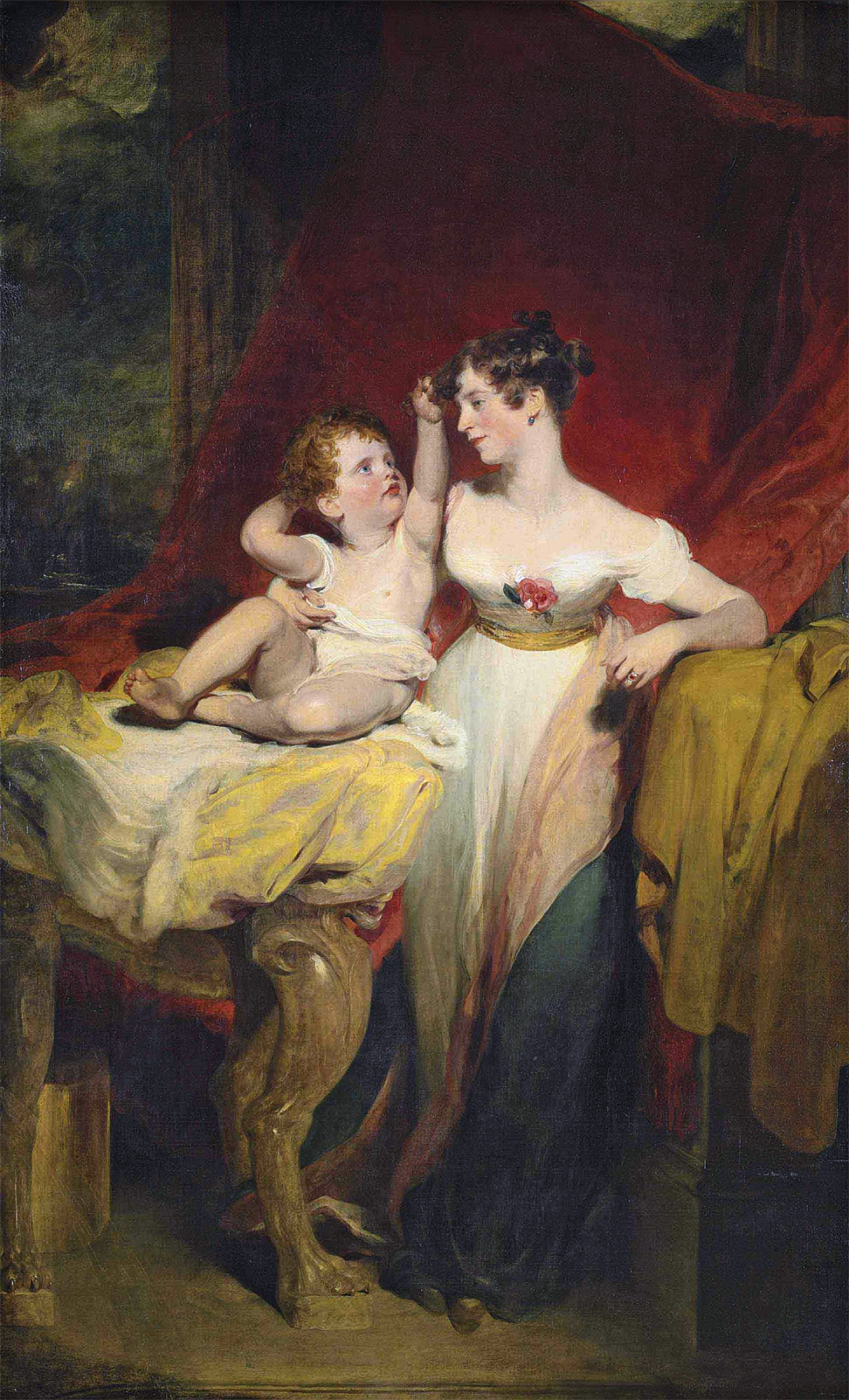
John Savile, le futur 4e comte de Mexborough, avec sa mère Lady Anne Yorke (d.1870), (alors vicomtesse Pollington, plus tard comtesse de Mexborough). Portrait de Thomas Lawrence, collection Moretti Fine Art, Londres

Il est le fils et l'héritier de John Savile (3e comte de Mexborough) et de sa femme Anne Yorke (d.1870), une fille de Philip Yorke (3e comte de Hardwicke) et d'Elizabeth Lindsay, une fille de James Lindsay (5e comte de Balcarres).
Il fait ses études au Collège d'Eton entre 1821 et 1826, où il est réputé pour ses capacités dans les classiques, et aime aussi la boxe ; Savile aurait diverti ses contemporains lors d'un match de boxe en « se pavanant autour du ring, faisant jaillir Homère » entre les rounds. De là, il se rend au Trinity College de Cambridge en 1827-1828.
Pollington est au Parlement pour l'arrondissement pourri de Gatton en 1831, un arrondissement sous le contrôle de son cousin, Frederick Monson, 5e baron Monson. Au moment de son élection, il est mineur, mais le Parlement ne s'est réuni qu'après son 21e anniversaire. Pollington vote systématiquement contre le projet de loi sur la réforme et pour mettre fin à la subvention au Collège catholique romain de Maynooth. Gatton fait partie des arrondissements privés du droit de vote par le Reform Act et Pollington ne se présente pas aux élections générales de 1832.
Après avoir quitté le Parlement, Pollington effectue une longue tournée à l'étranger en Russie, en Perse et en Inde. En 1834, il rejoint son contemporain d'Eton, Alexander William Kinglake, lors d'une expédition à travers l'Empire ottoman. Le roman de Kinglake "Eothen" comprend un personnage appelé Methley qui est basé sur Pollington : Methley est un érudit classique bien informé avec "la sagacité pratique d'un Yorkshireman" .
Pollington retourne en Grande-Bretagne en 1835, à temps pour son élection en tant que député de Pontefract, partisan de Robert Peel aux élections générales.
Pollington ne siège pas au Parlement de 1837-1841 et en profite pour parcourir l'est de l'Anatolie en juin 1838. Son journal de ce voyage est publié sous le titre "Notes on a Journey from Erẓ-Rúm... to Aleppo" dans le Journal of the Royal Geographical Society en 1841. À son retour en Grande-Bretagne, Pollington représente à nouveau Pontefract entre 1841 et 1847.
Il est nommé candidat à une élection partielle dans l'arrondissement en 1851, en son absence et à son insu. Pollington devient un ami proche de Benjamin Disraeli, et peu de temps après son mariage avec la "très sauvage et gaie" Lady Rachel Walpole, fille de Horatio Walpole (3e comte d'Orford) en 1842, Disraeli présente le couple comme "Lord et Lady Gaverstock" dans son roman Coningsby . Tragiquement, la première épouse de Pollington meurt en juin 1854.
En 1860, il succède à son père dans le comté. Cependant, comme il s'agit d'une pairie irlandaise cela ne lui donne pas droit à un siège à la Chambre des lords.

## Mariages et enfants
Il se marie deux fois :
- D'abord en 1842 à Rachel Katherine Walpole, une fille d'Horatio Walpole (3e comte d'Orford), dont il a des descendants dont :
  - John Horace Savile, 5e comte de Mexborough (1843-1916), fils aîné et héritier.
- En juillet 1861 à St Mary's, Bryanston Square, Londres, il épouse Agnes Louisa Elizabeth Raphael (d. décembre 1898), catholique romaine et fille de John Raphael. En 1894, il se convertit à la foi catholique romaine de sa femme.

Il meurt à Brighton en août 1899, à l'âge de 89 ans, n'ayant survécu que quelques mois à sa femme. Au moment de sa mort, il est le dernier député survivant élu avant la réforme de la Chambre des communes en 1832 . Il est remplacé dans le comté par son fils de son premier mariage, John Horace Savile, 5e comte de Mexborough (1843-1916) .